# Basílica de San Josafat (Milwaukee)
La basílica de San Josafat es una importante iglesia del siglo XX de Estados Unidos, situada en el barrio de Lincoln Village de Milwaukee, Wisconsin, en la arquidiócesis de Milwaukee. Fue la tercera basílica menor declarada en el país en 1929 y es ahora (en septiembre de 2016) una de las 82 basílicas estadounidenses. Por su grandeza y opulencia es un excelente ejemplo del llamado estilo catedral polaca de arquitectura eclesial que se encuentra en la Grandes Lagos. Concebida según el modelo de la basílica de San Pedro de Roma, cuenta con una de las cúpulas de cobre más grandes del mundo. Está incluida en el Registro Nacional de Lugares Históricos.

## Dedicación
La basílica fue dedicada a Josafat Kuncewicz, un mártir ruteno y santo de la Iglesia católica.

## Historia
La congregación de San Josafat fue fundada en 1888 por inmigrantes polacos en el entonces lado sur de Milwaukee. En 1896, cuando la iglesia parroquial resultó ser demasiado pequeña, el pastor Wilhelm Grutza encargó el diseño de una nueva iglesia a Erhard Brielmaier, un destacado arquitecto de iglesias de finales del siglo XIX y principios de siglo XX. Al igual que otras iglesias polacas en el llamado estilo catedral polaca, como Santa María de los Ángeles en Chicago o Inmaculado Corazón de María en Pittsburgh, los planos seinspiraron intencionadamente según el modelo de basílica de San Pedro.
Cuando el diseño del edificio estaba acabándose, el padre Grutza supo que el edificio federal en Chicago estaba siendo demolido. Compró las 200.000 toneladas de material rescatado por US $ 20.000 y lo llevó a Milwaukee en 500 vagones de ferrocarril, donde los feligreses esperaban para comenzar la construcción
La basílica fue formalmente dedicada en 1901 por el arzobispo Francis Xavier Katzer con una asistencia de 4.000 fieles. Una vez completada, cumplía con los requisitos de la creciente población polaca católica de Milwaukee disponiendo de 2.400 asientos y era la iglesia más grande de la ciudad. El artista Tadeusz Żukotyński pintó la primera pintura de la iglesia, The Martyrdom of St. Josaphat, en 1904.
La decoración del interior se completó en 1926 con el concurso de artistas como Conrad Schmitt y Gonippo Raggi. Detalladas pinturas al óleo que representan escenas bíblicas adornan las paredes y la cúpula interior, mientras yeserías ornamentales rematadas en pan de oro resaltan las columnas y se dispusieron ornadas vidrieras en las ventanas.
El 10 de marzo de 1929, el papa Pío XI designó la iglesia de San Josafat como la tercera basílica menor en los Estados Unidos, destacándola como un lugar de peregrinación, dedicación especial e importancia histórica. Un incendio eléctrico en 1940 causó grandes daños por humo en el interior, y una tormenta eléctrica en 1947 desplazó varios grandes bloques de piedra de la base de la cúpula. La necesidad de emprender reparaciones ya no podía ser ignorada. El mantenimiento estructural y la renovación de los murales comenzaron en serio desde 1948 hasta 1951.
Fuertes vientos en 1986 arrancaron una de las hojas de cobre de la cúpula y el agua causó graves daños. La ayuda financiera para las obras de reparación llegó de asociaciones de la orden franciscana, junto con prominentes hombres de negocios de la comunidad polaca. Esto condujo a la creación de la St. Josaphat Basilica Foundation en 1991 y permitió abordar un trabajo de restauración a gran escala, de nuevo encomendado a Conrad Schmitt Studios.

## Construcción

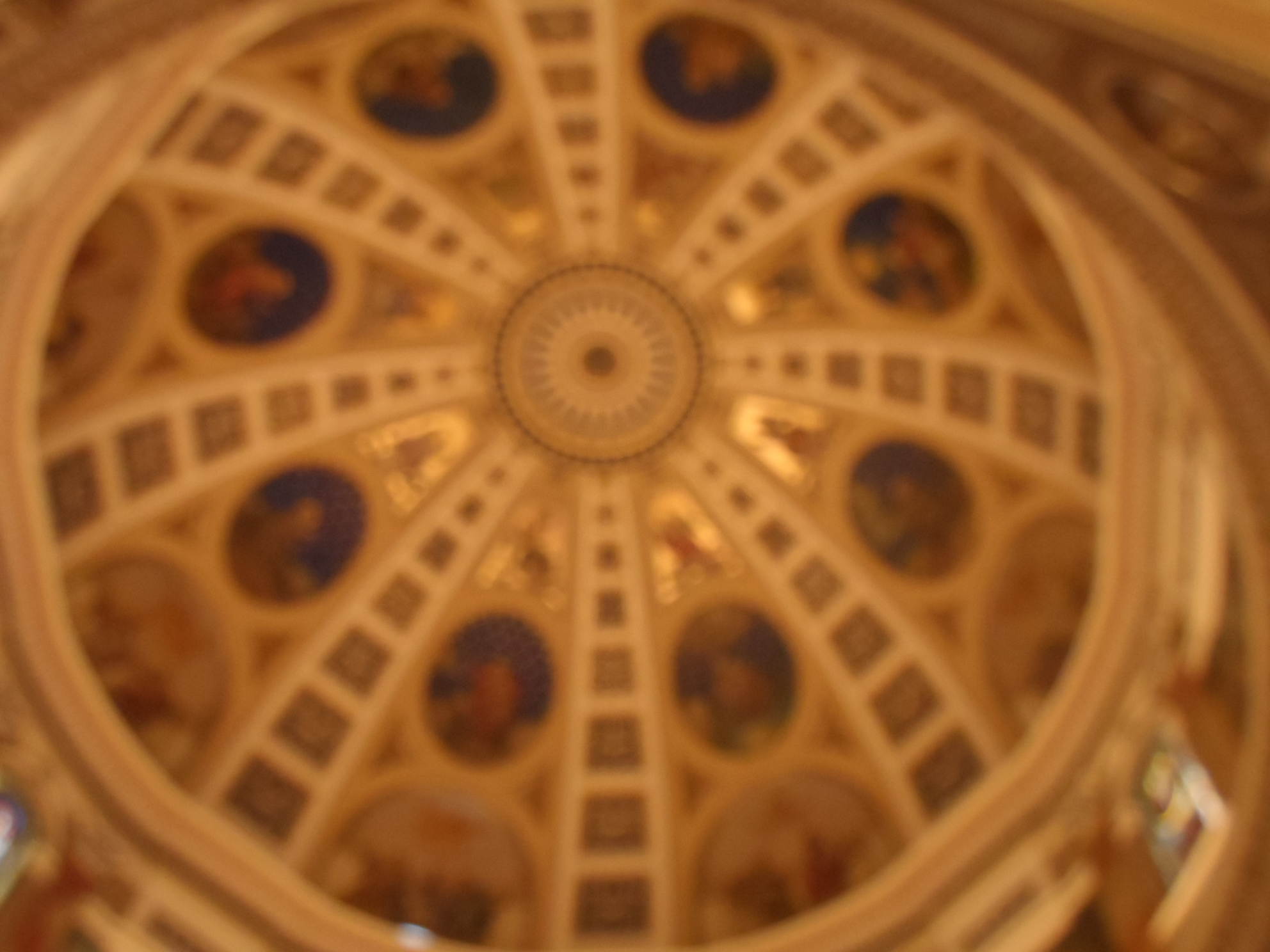
Vista interior de la cúpula

Los planos originales dibujados por el arquitecto Erhard Brielmaier contemplaban la construcción de un edificio en ladrillo. Cuando se decidió que se iba a utilizar el material recuperado del demolido edificio federal de Chicago, Erhard tuvo que modificar el diseño con el fin de incorporar la piedra como principal material de construcción. Cada bloque fue cuidadosamente medido y numerado para poder ajustarlo en el nuevo diseño y casi ninguna piedra se volvió a cortar o se desperdició. Se utilizó un gran campo cercano para el almacenamiento y clasificación de material a medida que llegaba en los vagones del ferrocarril. Seis grandes columnas de granito del edificio federal, junto con sus capiteles de piedra tallada, se añadieron a los planos. También se usaron las ornamentales barandillas originales de bronce, los accesorios de iluminación y las puertas.
Antes de que la construcción pudiera comenzar, fue necesario nivelar un amplio promontorio de unos 9,0 m de altura en su punto máximo para acomodarse a la zona circundante. Esta tarea monumental se terminó usando nada más que hombres y caballos, que llevaron la tierra a una nueva ubicación en la orilla occidental del río Kinnickinnic.
La primera piedra fue colocada el 4 de julio de 1897. Los feligreses no cualificados hicieron la mayor parte del trabajo bajo la guía y dirección cuidadosa de Erhard. Personal contratado de entre los pobres también contribuyó, cuando los limitados fondos de la iglesia lo permitieron.
Dado que el cemento Portland nacional era de calidad desconocida en ese momento, se importó cemento alemán Dyckerhoff para su uso en la cimentación, usando viejas traviesas de ferrocarril como refuerzo. Pesados rieles de acero también se utilizaron en los cimientos de hormigón de los ocho pilares que sostendrían la alta cúpula de 65,2 m. El 21 de julio de 1901, un acto multitudinario presidido por el arzobispo Francis Xavier Katzer marcó la terminación formal y la dedicación de la basílica.

## Decoración interior
El primer mural que fue pintado para esta iglesia fue el Martirio de San Josafat en 1904 del artista Zukotynski, que se encuentra directamente detrás y encima del altar. La mayor parte del resto de murales que se encuentran en la iglesia fueron pintados por el profesor romano Gonippo Raggi. Conrad Schmitt Studios restauró más tarde el interior de la basílica a su grandeza decorativa de 1926 y restauró las vidrieras de la basílica importadas de Austria en 1902.